# 火焰湾

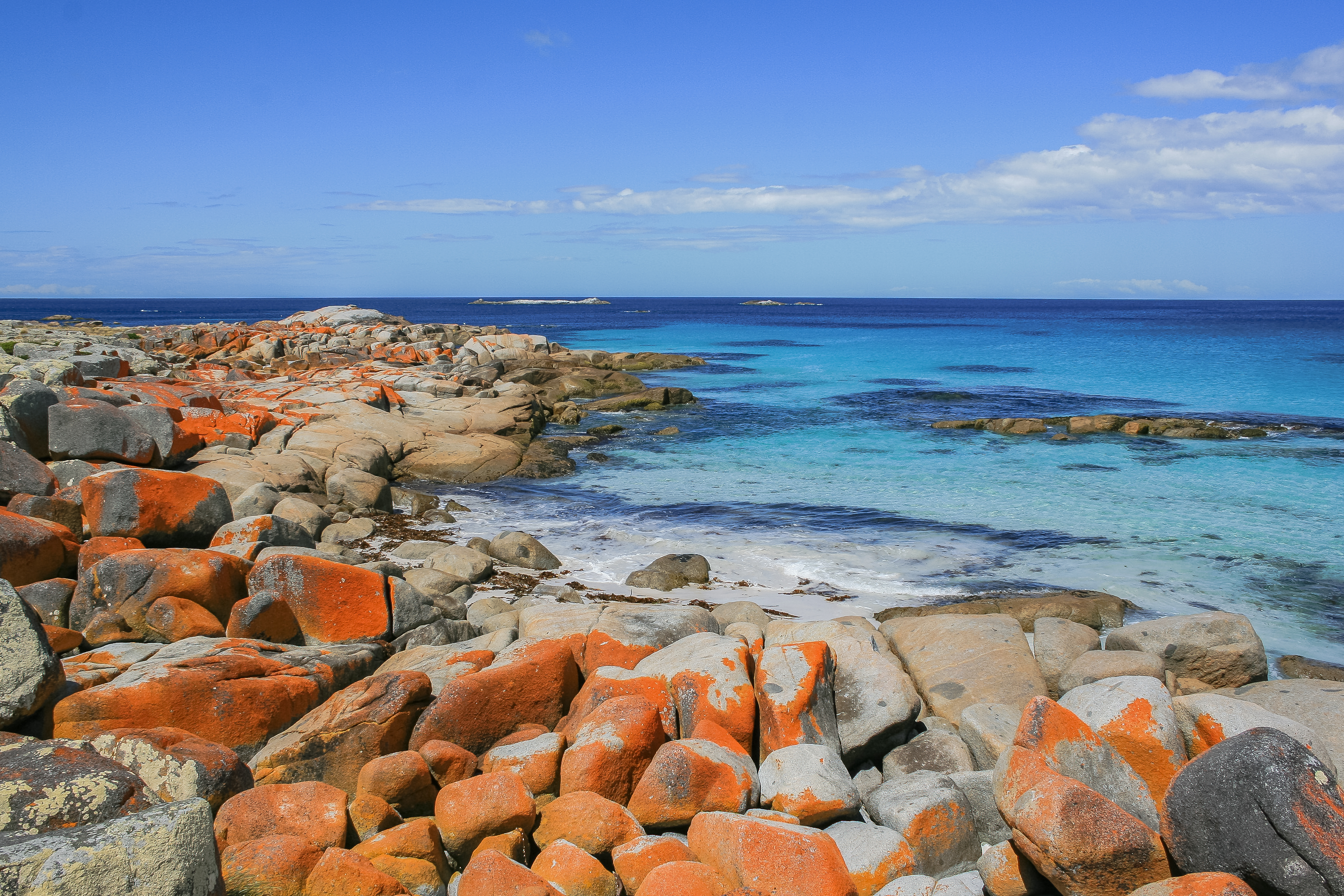
火焰湾的橙色花岗岩

火焰湾（Bay of Fires）是澳大利亚塔斯馬尼亞島东北海岸的一个海灣。1773 年，托拜厄斯·弗诺船长在探险时看到海滩上有塔斯馬尼亞原住民點燃火光，于是给该海湾起了这个名字。火焰湾拥有一片白色的沙滩、蓝色海水和橙色花岗岩（其颜色实际上是由地衣所产生）。 